# Stephanopus vilchensis
Stephanopus vilchensis är en svampart som beskrevs av Garrido & E. Horak 1988. Stephanopus vilchensis ingår i släktet Stephanopus,  och familjen spindlingar.   Inga underarter finns listade.